# بي إم دبليو 507
بي إم دبليو 507 (بالإنجليزية: BMW 507)‏ هي سيارة رودستر من تصنيع شركة بي إم دبليو تم إنتاجها من 1956 إلى 1959. كان من المفترض في البداية أن يتم تصدير الآلاف منها إلى الولايات المتحدة سنويًا، لكن تكلفة السيارة كانت باهظة، مما أدى إلى إنتاج 252 سيارة فقط وخسائر مالية فادحة لشركة بي إم دابليو.

## التطوير

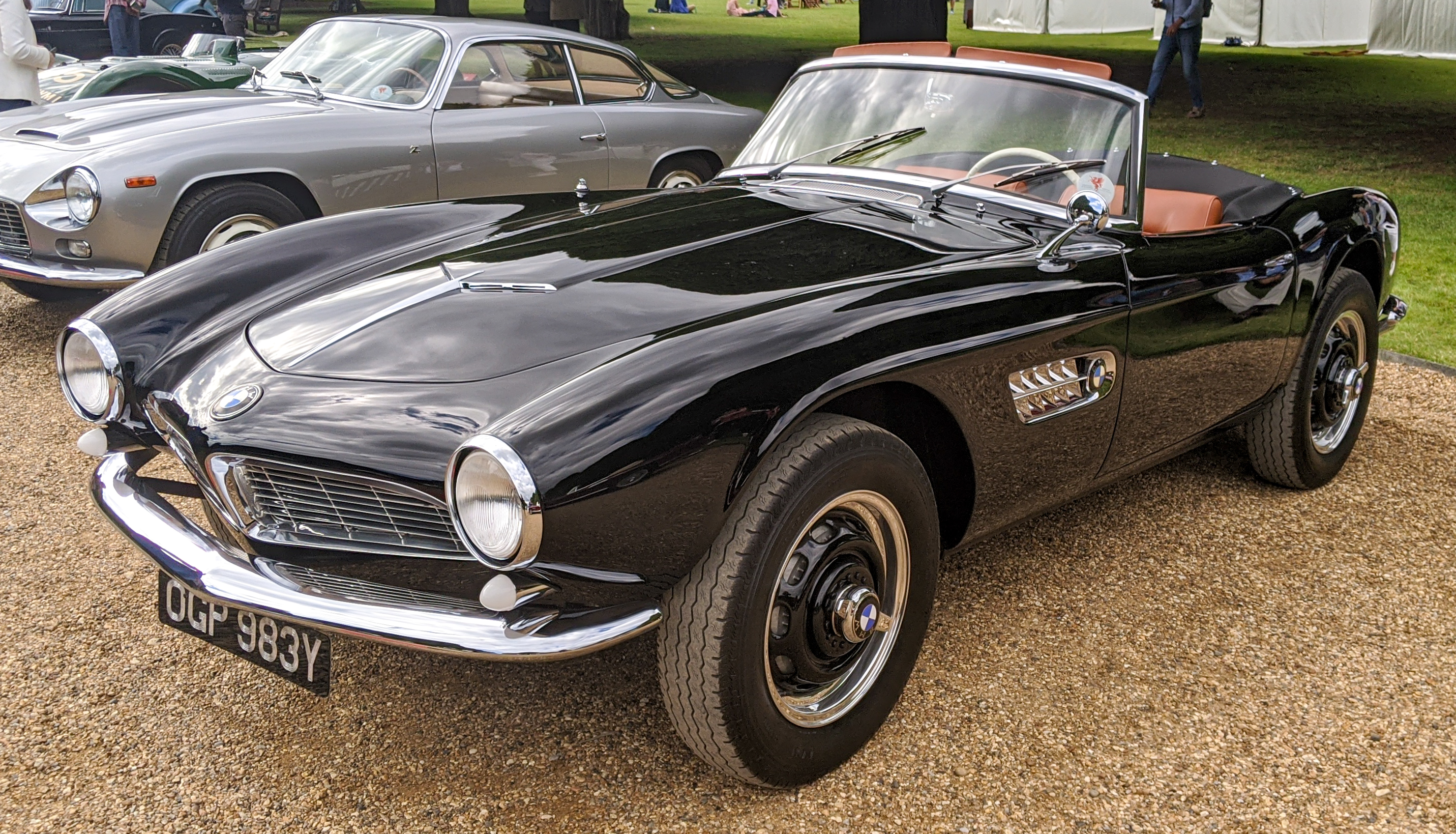
1958 بي إم دبليو 507 3.3 أمامية

تم تصميم سيارة بي إم دبليو 507 من قبل مستورد السيارات الأمريكي ماكس هوفمان الذي أقنع إدارة إم دبليو في عام 1954 بإنتاج نسخة رودستر من سيارات الصالون بي إم دبليو 501 و 502 لسد الفجوة بين سيارة مرسيدس بنز 300 إس إل باهظة الثمن وبين السيارات الرياضية ذات الثمن المنخفض وبلا كفاءة عالية التي تنتجها شركتا تريومف وإم جي. تم تعيين المهندس فريتز فيدلر لتصميم الهيكل القاعدي، باستخدام المكونات الموجودة حيثما أمكن ذلك. رفض المستورد هوفمان تصميمات الجسم المبكرة التي صممها إرنست لوف، ووجدها غير جذابة. في نوفمبر 1954، بناءً على إصرار هوفمان، تعاقدت الشركة مع المصمم ألبرخت فون غورتز لتصميم بي إم دبليو 503 و 507.
تم إنتاج المجموعة الأولى مع 34 سيارة في عام 1956 وأوائل عام 1957. كانت هذه السيارات تحتوي على خزانات وقود ألمنيوم ملحومة بسعة 110 لتر خلف المقاعد الخلفية. حدّت هذه الخزانات الكبيرة من مساحة صندوق الأمتعة ومساحة الركاب. أما المجموعة الثانية وما بعدها فأتت مع خزانات وقود بسعة 66 لتر.